# Київська прикордонна комісія
Київська прикордонна комісія — установа, через яку в середині 18 ст. гетьманський уряд, а потім 2-га Малоросійська колегія здійснювали прикордонні контакти з Київським воєводством Речі Посполитої. В організації, фінансових питаннях і щодо комплектування свого штату підлягала Малоросійській колегії; про контакти з польською стороною звітувалася перед Колегією закордонних справ. Працювала періодично, збираючись протягом року на дві каденції (сесії) – січневу (з 4 січня) та липневу (з 1 липня). Штат К.п.к. включав секретаря, реєстратора, 4 канцеляристів, перекладача. На час каденцій Малоросійська колегія додатково відряджала до комісії 4 військових товаришів, 4 значкових товаришів, 2 полкових канцеляристів, 4 возних для розгляду справ з позивачами й відповідачами. Очолював К.п.к. комісар полковий. Від 1765 його призначала Малоросійська колегія. К.п.к. разом з польською стороною розглядала справи про наїзди (напади) польських або російських підданих на закордонні маєтки, вбивства, виготовлення й розповсюдження фальшивих грошей, порушення торгових домовленостей, повернення втікачів із лівобережних полків на Правобережну Україну і навпаки. 1765 через комісію вирішувалися питання демаркації відповідної ділянки кордону між Російською імперією та Короною Польською. Скасована внаслідок 2-го поділу Польщі 1793 (див. Поділи Польщі 1772, 1793, 1795).